# Nádori testőrség
A nádori testőrség Magyarország nádorainak II. Lajos magyar király   óta szokásos saját testőrsége. Ezt mindig időről időre állították össze, úgy, hogy amikor az uralkodó család tagjai viselték a nádori méltóságot, rendesen a bécsi magyar testőrség kísérte őket ünnepélyes alkalmakkor. A 18. században még a nádori képviselőknek is volt ilyen gárdájuk. Amikor 1791 februárjában Sándor főherceg mint nádor, Pozsonyba, majd áprilisban Budára ment, mindannyiszor egynéhány magyar testőr kísérte. 1792 márciusában szervezték a bécsi testőrség tagjaiból az állandó nádori testőrséget, amely akkor 2 kapitányból és 8 hadnagyból állt. Azonban nemsokára eltörölték. 1795. január 23-án két fiatal testőrhadnagy, Ordódy és Csemez, megölte és kirabolta a nádori testőrség   másodparancsnokát, Véghelyit. Őket március 5-én Bécsben felakasztották. Egyben azonnal fel is oszlatták a nádori testőrséget, ezért József nádor beiktatásán, 1795. szeptember 23-án már nem vettek részt a testőrök.